# Дюпюи де Сен-Флоран, Франсуа Виктор
Франсуа Виктор Дюпюи де Сен-Флоран (фр. François Victor Dupuy de Saint-Florent; 1773—1838) — французский военный деятель, бригадный генерал (1814 год), шевалье (1809 год), участник революционных и наполеоновских войн.

## Биография
Поступил добровольцем на военную службу в 1793 году. 4 апреля 1794 года произведён в лейтенанты 132-й полубригады линейной полубригады. С 3 июля 1794 года адъютант генерала Журдана в Самбро-Маасской армии. В 1796 году возглавил роту в 108-й полубригаде линейной полубригады. 16 ноября 1800 года переведён в 50-ю полубригаду. 2 декабря 1805 года вошёл в состав штаба 2-й пехотной дивизии Груши 2-го армейского корпуса Великой Армии. 15 мая 1806 года произведён в командиры батальона 14-го полка линейной пехоты. Был ранен в битве при Йене 14 октября 1806 года и в битве при Эйлау 8 февраля 1807 года. 20 февраля 1807 года награждён званием полковника. 10 октября 1808 года присоединился к Армии Испании. 20 августа 1810 года возглавил 1-й Средиземноморский полк. 9 апреля 1812 года присоединился к Великой Армии, и с 15 июня 1812 года выполнял функции полковника штаба. 18 апреля 1813 года зачислен в 3-й армейский корпус. 21 января 1814 года был произведён в бригадные генералы. Служил в Лионской армии. С 28 марта командовл бригадой в пехотной дивизии Барде. С 1 сентября 1814 года без служебного назначения. 6 апреля 1815 года прикреплён к 3-му корпусу Северной армии. 3 мая стал комендантом Филиппвиля. В 1825 году вышел в отставку.

## Воинские звания
- Лейтенант (4 апреля 1794 года);
- Капитан (1796 года);
- Командир батальона (15 мая 1806 года);
- Полковник (20 февраля 1807 года);
- Бригадный генерал (21 января 1814 года).

## Титулы
- Шеавлье  и Империи (фр. chevalier  et de l'Empire; патент подтверждён 29 сентября 1809 года)[1].

## Награды
Легионер ордена Почётного легиона (5 ноября 1804 года)
 Офицер ордена Почётного легиона (14 июля 1813 года)
 Кавалер военного ордена Святого Людовика (1814 год)